# Mark Blount
Mark D. Blount (* 30. November 1975 in Dobbs Ferry, New York) ist ein US-amerikanischer Basketballspieler. Der 2,13 Meter große Blount spielt die Position des Center.
Blount wurde im NBA Draft 1997 von den Seattle SuperSonics an der 54. Stelle ausgewählt, wurde aber kurz darauf zu den Boston Celtics transferiert. Dort wechselte er sich mit Tony Battie und Vitali Potapenko auf der Center-Position ab. Blount spielte bis zur Saison 2005/06 (abgesehen von einem halbjährigen Intermezzo bei den Denver Nuggets) fast ununterbrochen für die Celtics, ehe er zu den Minnesota Timberwolves transferiert wurde und schließlich in der Saison 2007/08 bei den Miami Heat landete.
Blount gilt als wurfsicherer Center, der für 10 Punkte pro Spiel gut ist und stets etwa die Hälfte seiner Würfe trifft. Bei den Heat traf Blount zudem 17 von 44 Würfen von jenseits der Drei-Punkte-Linie; diese Trefferquote von mehr als 33 % ist für einen Center sehr selten. Als Schwächen gelten sein Defensivspiel und seine unterdurchschnittliche Rebound-Arbeit, da er als 2,13 Meter großer Spieler weniger als 5 Rebounds pro Spiel sammelt.